# Рут Драйфус
Рут Драйфус (на немски: Ruth Dreifuss; родена в Санкт Гален на 9 януари 1940) е швейцарска политичка – първата швейцарка президент на Швейцария.
Член е на Швейцарския федерален съвет като представител на Кантон Женева от 1993 до 2002 г. Тя е 100-тният член на Съвета от основаването на Конфедерацията през 1848 г., втората жена, избирана на този пост и първият член от еврейски произход, а през 1999 г. става и първата жена президент на страната.